# Mar-Zaya-Kathedrale
Die Kathedrale des Heiligen Zaya oder Mar Zaya (arabisch كاتدرائية مار زيا oder arabisch كنيسة مار زيا) war eine Kirche in der irakischen Hauptstadt Bagdad im Stadtteil Karradat Maryam, die im Jahre 1959 geweiht und 1985 abgerissen wurde. Erbaut als Kathedrale des Bistums Bagdad der Assyrischen Kirche des Ostens, wurde sie 1968 nach dem assyrischen Schisma von der Alten Kirche des Ostens besetzt und als deren Patriarchalkathedrale genutzt. Kurz vor ihrem Abriss wurde die neue Patriarchalkathedrale der Jungfrau Maria im Osten des Stadtbezirks Karrada eröffnet. Als Ersatz für die zerstörte Kirche entstand im Stadtteil Dora in den 1980er Jahren eine neue Mar-Zaya-Kirche.

## Standort
Die Kirche befand sich im Stadtteil Karradat Maryam innerhalb des Stadtbezirks al-Karch auf der Westseite des Tigris, direkt nördlich von dessen großer Schleife in Bagdad und nördlich gegenüber dem Stadtteil Karrada auf der anderen Flussseite. Unter Saddam Hussein wurden hier nach dem Abriss in den 1980er Jahren Regierungsgebäude errichtet, und heute befindet sich hier die so genannte Grüne Zone.

## Geschichte
Im Gegensatz zu den katholischen Chaldäern, die sich durch ein Schisma der Assyrer im 16. Jahrhundert konstituiert hatten und nun mit Rom uniert waren, war die Assyrische Kirche des Ostens in Bagdad Anfang des 20. Jahrhunderts praktisch nicht mehr präsent. Dies änderte sich mit dem Völkermord an den syrischen Christen im Osmanischen Reich während des Ersten Weltkrieges, als durch Massenflucht Zehntausende Assyrer in das Gebiet des heutigen Irak kamen – die Mitglieder der Assyrischen Kirche insbesondere aus der Region Hakkâri.
Im Stadtteil Karradat Maryam am Westufer des Tigris errichteten die Assyrer von Bagdad in den 1950er Jahren ihre neue Hauptkirche, die 1959 geweiht wurde. 1964 kam es in Bagdad erneut zu einem Schisma der Assyrer: Die vom in Chicago ansässigen Patriarchen Shimun XXIII. verfügten Reformen, darunter die Übernahme des Gregorianischen Kalenders, wurden von einem Teil der in Irak lebenden Assyrer abgelehnt, und Mar Thomas Darmo, Metropolit der Kirche des Ostens in Indien mit Sitz in Thrissur, stellte sich gegen die Reformen. 1968 wurde Thomas Darmo zum Gegenpatriarchen gewählt, der im Gegensatz zu Shimun XXIII. als Patriarchensitz Bagdad wählte. Kurz nachdem General Ahmad Hasan al-Bakr am 17. Juli 1968 durch einen Putsch Präsident Iraks geworden war, schickte dieser Polizeieinheiten in Bagdad aus, um mehrere assyrische Kirchen der Stadt – gegen den heftigen Protest der Assyrischen Kirche des Ostens – zu besetzen und sie der Alten Kirche des Ostens unter dem Patriarchen Thomas Darmo zu übergeben, darunter auch die Mar-Zaya-Kathedrale, die nun Patriarchatssitz der Alten Kirche des Ostens wurde. Nach seinem Tode 1969 wurde Mar Thoma Darmo in der Mar-Zaya-Kathedrale begraben.
In den 1980er Jahren gestaltete die Regierung von Saddam Hussein das Gebiet von Karradat Maryam vollständig um, um hier ein neues Regierungsviertel zu errichten. Hierzu wurde auch kirchliches Land enteignet. Die Mar-Zaya-Kathedrale, die größte assyrische Kirche Bagdads, wurde Anfang 1985 zerstört. In der Zwischenzeit hatte die Alte Kirche des Ostens jedoch schon mit dem Bau der neuen Patriarchalkathedrale der Jungfrau Maria begonnen, die 1984 geweiht wurde. Als Entschädigung für die zerstörte Kirche erhielt die Alte Kirche des Ostens im Stadtteil Dora ein Ersatzgrundstück, wo in den 1980er Jahren eine neue Mar-Zaya-Kirche errichtet wurde. Diese verwaiste durch den al-Qaida-Terror in den Jahren ab 2003 und den nachfolgenden Exodus der Christen zusehends. Nach langer Zeit fand am 6. Januar 2010 erstmals wieder ein Gottesdienst statt.

## Architektur
Die Mar-Zaya-Kathedrale war eine dreischiffige Kirche, deren Hauptschiff mit einem Satteldach gedeckt war. Im Osten befand sich über dem Altar eine runde Kuppel auf einem Tambour mit Fenstern und rundem Querschnitt. An der Westseite befand sich der rundbogige Eingang und beiderseits des Hauptschiffs je ein vierstöckiger Glockenturm mit rechteckigem Querschnitt und Verzierungen auf dem Dach im babylonischen Stil.